# متلازمة زكي
متلازمة زكي هي متلازمةٌ يحدثُ فيها صغرٌ في الرأس وشَوْهةٌ وجهية وارتفاقٌ في أصابع القدم وغيابُ الكلية الخلقي وفقدانٌ في الشعر وعيوبٌ خلقيةٌ قلبية. تحدث بسبب طفرة مغلطة متماثلة الزيجوت في جين GPR177 [الإنجليزية] (يُسمى أيضًا وينتليس)، وذلك على الذراع القصير للكروموسوم الأول في البشر (1p31.3)، والذي يُشفر وسيط إفراز لُجين وينت (Wnt)، والذي يُعرف أيضًا باسم وينتليس (Wntless). حُددت الطفرة في 10 أشخاصٍ من 5 عائلاتٍ غير مرتبطة، ونُشر عن المتلازمة للمرة الأولى في مجلة نيو إنغلاند جورنال أوف ميديسين في سبتمبر (أيلول) 2021. سُميت هذه المتلازمة نسبةً إلى الدكتورة مها سعد زكي، وهي مؤلفةٌ مُشاركةٌ في البحث.